# Fallopia filipes
Fallopia filipes là một loài thực vật có hoa trong họ Rau răm. Loài này được (Hara) Holub mô tả khoa học đầu tiên năm 1974.